# Хемеюш (комуна)
Хемеюш (рум. Hemeiuș) — комуна у повіті Бакеу в Румунії. До складу комуни входять такі села (дані про населення за 2002 рік):
- Лілієч (2118 осіб)
- Финтинеле (235 осіб)
- Хемеюш (1494 особи)

Комуна розташована на відстані 250 км на північ від Бухареста, 8 км на північний захід від Бакеу, 80 км на південний захід від Ясс, 144 км на північний схід від Брашова.

## Населення
За даними перепису населення 2002 року у комуні проживали 3847 осіб.
Національний склад населення комуни:
| Національність | Кількість осіб | Відсоток |
| -------------- | -------------- | -------- |
| румуни         | 3835           | 99,7%    |
| цигани         | 7              | 0,2%     |
| угорці         | 3              | 0,1%     |
| турки          | 1              | < 0,1%   |
| євреї          | 1              | < 0,1%   |

Рідною мовою назвали:
| Мова      | Кількість осіб | Відсоток |
| --------- | -------------- | -------- |
| румунську | 3837           | 99,7%    |
| циганську | 7              | 0,2%     |
| угорську  | 2              | 0,1%     |
| турецьку  | 1              | < 0,1%   |

Склад населення комуни за віросповіданням:
| Релігія       | Кількість осіб | Відсоток |
| ------------- | -------------- | -------- |
| православні   | 2927           | 76,1%    |
| римо-католики | 821            | 21,3%    |
| бретрени      | 41             | 1,1%     |
| лютерани      | 25             | 0,6%     |
| п'ятдесятники | 10             | 0,3%     |
| адвентисти    | 10             | 0,3%     |
| баптисти      | 8              | 0,2%     |
| мусульмани    | 1              | < 0,1%   |
| юдеї          | 1              | < 0,1%   |